# HB Péiteng
HB Péiteng (deutsch HB Petingen, französisch HB Pétange), offiziell Handball Club vun der Gemeng Péiteng, kurz nur HBP, ist ein luxemburgischer Handballverein aus Petingen (luxemburgisch Péiteng, französisch Pétange).

## Geschichte
Der Verein wurde am 21. September 1962 gegründet, die Vereinsfarben sind gelb-schwarz. Größter Erfolg des Vereins ist der Pokalsieg der Herren im Jahr 1987, in der Saison 2017/18 erreichten sie zuletzt das Pokalfinale, das knapp gegen den HC Berchem verloren ging (38:41). Die Herren spielen derzeit in der erstklassigen AXA League, nahmen zuletzt allerdings zweimal in Folge (2019, 2020) an der Abstiegsrelegation teil. Eine Damenmannschaft ist nicht gemeldet.